# TTL (Time to Love)
TTL (Time To Love) è il primo singolo dei gruppi musicali sudcoreani T-ara e Supernova, pubblicato nel 2009 dall'etichetta discografica Mnet Media.

## Il disco
Il brano vede la collaborazione con Kwangsu, Jihyuk e Geonil della boy band Supernova e Soyeon, Eunjung, Hyomin e Jiyeon delle T-ara. Il video musicale, a cui partecipano anche Boram e Qri, è stato diffuso lo stesso giorno della pubblicazione del brano. Subito dopo essere pubblicato, il pezzo arrivò in cima a tutte le classifiche musicali. "TTL (Time To Love)" viene descritta come "un brano stile southern hip hop, con un sound elettronico e una melodia coreana".
Il mese successivo venne pubblicato un secondo pezzo, intitolato "TTL Listen 2", con la partecipazione dei due gruppi al completo.
Nel 2012, per il primo album giapponese Jewelry Box, venne registrata la versione giapponese, con solo i membri delle T-ara.

## Tracce
1. TTL (Time To Love) – 3:26 (testo: Joosuc, Rhymer, Hwang Sung Jin – musica: Kim Do Hoon)

Durata totale: 3:26

## Formazione
T-ara
- Soyeon – voce
- Eunjung – voce, rapper
- Hyomin – voce, rapper
- Jiyeon – voce

Supernova
- Kwangsu – rapper
- Jihyuk – rapper
- Geonil – rapper